# Анали франачког краљевства
Анали франачког краљевства (лат. Annales regni Francorum; ARF), анали који описују историју Франачке у периоду од 741. до 829. године, главни извор за цео период владавине Карла I Великог и прву половину владавине Луја I Побожног.
Раније су „Анали франачког краљевства“ у историјској науци носили назив „Велики лоршки анали“ (лат. Annales Laurissenses maiores; по манастиру Лорш, наводном месту настанка) или „Ајнхардови анали“ (лат. Annales Einhardi; по имену Ајнхарда, њиховог наводног аутора). Међутим, након што су обе хипотезе побијене, преостао је само овај назив. Настали су на двору краљева Франачке државе с циљем да се они увеличају и да се оправда њихова експанзионистичка политика према суседима.

## Настанак
„Анали франачког краљевства“ су настали из пера неколико хроничара и у више наврата су прерађивани. Први део анала саставио је 789. године непознати аутор и описује догађаје у периоду 741—788. Базира се на спису „Фредегарових настављача“ и несачуваних анала. Исти аутор је потом почео да води годишње записе, продуживши анале до 783. године. После њега рад над аналима водила су тројица аналиста: један је описао догађаје у периоду 795-807, други у периоду 808-820, а трећи (који је био опат манастира Сен Дени Хилдуин) описао је догађаје у периоду од 821. до 829. Ово је такозвана „Прва редакција ‘Анала франачког краљевства’“. Написана је на сировом латинским уз примесу варваризама. У настојању да увелича краља Карла Великог, први хроничар је пропустио читав низ догађаја, који су могли да сметају том циљу: не спомиње пораз Франака у Ронсевалском кланцу 778. и устанак Пипина Грбавог 792, а пораз од Саксонаца у бици код Зинтела 782. проглашава победом Франака.
Око 812. године још један непознати хроничар (претпоставља се да је то могао бити Ајнхард), који је имао један од преписа првобитног текста анала, редиговао је део који покрива период 741-801. (то је такозвана „друга редакција ‘Анала франачког краљевства’“), побољшавши књижевни стил и уклонивши све пропусте претходних аутора анала.
„Анали франачког краљевства“ су на тај начин постали прилично потпун преглед историје Франачке државе у периоду од средине 8. до прве трећине 9. века. Сачувани су у многим рукописима, поставши основа за касније анале, од којих су главни: „Бертински анали“ (за историју Западнофраначког краљевства) и „Фулдски анали“ (за историју Источнофраначког краљевства).